# Ustanak u Crnoj Gori 1941.
Ustanak u Crnoj Gori 1941. bio je jedan od najvećih ustanaka u porobljenoj Europi 1941. godine. Započeo je 13. srpnja, pod rukovodstvom KPJ, a trajao je do polovice kolovoza, kada je ugušen jakom talijanskom ofenzivom.
Ustanak je izbio 13. srpnja 1941. godine, neposredno nakon početka formiranja protalijanske crnogorske vlade. Ustaničke formacije su iznenada napale talijanske snage, zadale im teške gubitke i preuzele vlast nad mnogim područjima Crne Gore. Iako planiran u mnogo manjoj mjeri, ustanak je od prvog dana dobio karakter općenarodnog ustanka u kojem je sudjelovalo oko 30,000 ljudi. 
Ustanici su razbili i zarobili do tada najveći okupatorski garnizon u porobljenoj Europi, od oko 1.000 talijanskih vojnika i starješina. Ustanak je dobrim dijelom ohrabren napadom Njemačke na SSSR.
Talijanska vojska je na to odmah reagirala pokretanjem tzv. srpanjske ofenzive te je, koristeći nadmoć u tehnici, uspjela brzo preuzeti nadzor nad dijelovima crnogorskog teritorija, ustanicima nanijeti gubitke i poduzeti represalije nad crnogorskim stanovništvom. Ustanak je krajem srpnja i početkom kolovoza ugušen intervencijom 6 talijanskih divizija, a od rujna je počela ponovna organizacija partizanskih odreda od preostalih ustaničkih grupa.
U doba SFRJ, 13. srpnja, se obilježavao kao Dan ustanka naroda Crne Gore, a danas kao Dan državnosti Crne Gore.